# Presidentvalet i Finland 1978
Presidentvalet i Finland 1978 kom att bli det sista då centerpartisten Urho Kekkonen återvaldes till president. Förutom av Centerpartiet så stöddes hans kandidatur även av socialdemokraterna, Samlingspartiet, kommunisterna i DFFF, Svenska folkpartiet och Liberala folkpartiet.
Republikens president valdes år 1978 av 300 elektorer valda av valmanskåren. Redan i första omgången fick president Kekkonen tillräckligt med elektorer för ett återval, trots att en av hans 260 elektorer gav sin röst till Kristliga Förbundets kandidat Raino Westerholm. Därför blev det bara en valomgång.
Ett valförbund skapat av Enhetspartiet förde fram professor Eino Haikala som sin kandidat, men han fick inte tillräckligt med röster för att ens få någon elektorsröst.

## Valresultat
| Kandidat         | Parti                          | Röster |
| ---------------- | ------------------------------ | ------ |
| Urho Kekkonen    | CP, SDP, Saml., DFFF, SFP, LFP | 259    |
| Raino Westerholm | FKF                            | 25     |
| Veikko Vennamo   | FLP                            | 10     |
| Ahti M. Salonen  | KFP                            | 6      |